# ロス・スミス

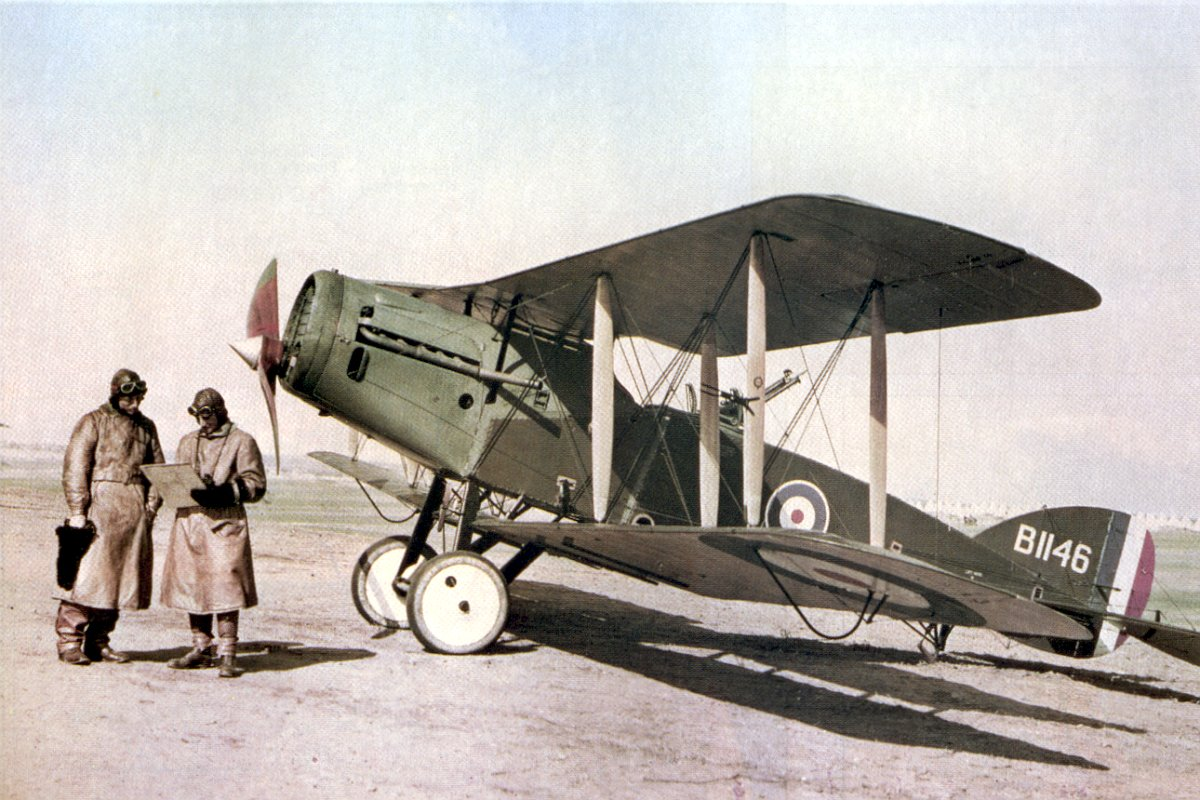
Bristol F.2B Fighterの前のロス・スミス(左)

ロス・スミス（Ross Macpherson Smith 、1892年12月4日 - 1922年4月13日）はオーストラリアのパイロットである。1919年に、兄のキース・スミスらと、イギリスからオーストラリアまでの最初の飛行を行った。

## 人物
父親はスコットランドからの移民で、アデレードやスコットランドで学んだ。1914年に召集され、1915年にはガリポリ半島に上陸した。1917年にオーストラリア航空部隊に志願し、11機の確実撃墜数を記録し、ミリタリー・クロスなどを受勲した。
オーストラリア政府がイギリスからオーストラリアまでの最初の飛行に賞金を設けたのを受けて、1919年11月12日、兄のキース・スミス、ジム・ベネット、ウォーリー・シアーズとビッカース ビミーに搭乗し、イギリスのハウンズロー (Hounslow) を出発し、28日をかけて12月20日にオーストラリアのダーウィンに到着した。実飛行時間は135時間であった。政府からの賞金￡10,000は4人で分け合った。
1922年4月13日、ロス・スミスはジム・ベネットとともに、ブルックランズ (Brooklands) をヴィッカース バイキング水陸両用機で離陸したが、バイフリート (Byfleet) で墜落し死亡した。遺体はオーストラリアに運ばれアデレードのノース・ロード墓地に埋葬された。